# Кеттл-Крік (Колорадо)
Кеттл-Крік (англ. Cattle Creek) — переписна місцевість (CDP) в США, в окрузі Гарфілд штату Колорадо. Населення — 662 особи (2020).

## Географія
Кеттл-Крік розташований за координатами 39°28′0″ пн. ш. 107°15′36″ зх. д. / 39.46667° пн. ш. 107.26000° зх. д. (39.466634, -107.259917).  За даними Бюро перепису населення США в 2010 році переписна місцевість мала площу 3,36 км², уся площа — суходіл.

## Демографія
Згідно з переписом 2010 року, у переписній місцевості мешкала 641 особа в 183 домогосподарствах у складі 146 родин. Густота населення становила 191 особа/км².  Було 190 помешкань (57/км²).
Расовий склад населення:
| - 52,6 % — білих - 1,6 % — азіатів - 0,3 % — корінних американців - 0,2 % — чорних або афроамериканців - 39,5 % — осіб інших рас |

До двох чи більше рас належало 5,9 %. Частка іспаномовних становила 65,4 % від усіх жителів.
За віковим діапазоном населення розподілялося таким чином: 35,1 % — особи молодші 18 років, 59,4 % — особи у віці 18—64 років, 5,5 % — особи у віці 65 років та старші. Медіана віку мешканця становила 28,8 року. На 100 осіб жіночої статі у переписній місцевості припадало 106,8 чоловіків;  на 100 жінок у віці від 18 років та старших — 104,9 чоловіків також старших 18 років.
Медіана доходів становила 26 014 долари для чоловіків та 15 987 доларів для жінок. За межею бідності перебувало 1,6 % осіб, у тому числі 0,0 % дітей у віці до 18 років та 0,0 % осіб у віці 65 років та старших.
Цивільне працевлаштоване населення становило 387 осіб. Основні галузі зайнятості: науковці, спеціалісти, менеджери — 28,2 %, роздрібна торгівля — 24,3 %, мистецтво, розваги та відпочинок — 23,5 %.